# 新北投善光寺
新北投善光寺全名財團法人臺北市善光寺，位於臺灣臺北市北投區溫泉路銀光巷20號，為主祀善光寺如來（漢傳佛教西方三聖）之佛寺。

## 歷史
該建物興建於昭和7年（1932年），日治時期屬於淨土宗西山深草派之佛寺，為該派在臺灣之總部。今為位於臺北市北投區之佛教廟宇建築，組織型態為財團法人制，祭典日期則是每年農曆之正月初一。
善光寺創辦人為日本長野縣信州善光寺大本願（該寺之淨土宗住持）一百十七世誓圓尼公上人（伏見宮邦家親王第三王女萬喜宮、久我通明之養女），其希望於臺灣建寺傳教但並未如願，圓寂後遺願由大本願一百一十九世智榮尼公上人傳承，囑咐淨土宗臺灣開教使中野全能和尚來臺設立寺院，並於昭和7年（1932年）2月17日舉行落成式及本尊奉安慶讚法要。
昭和9年（1934年）總督府認可該寺升格，改稱為臺灣善光寺別院。昭和10年（1935年）善光寺進行環境改造，金瓜石信徒謝赤皮捐贈五千圓以開鑿自北投東京菴經善光寺通至草山道路之汽車道，時任臺中州協議會會員之信徒賴雲祥亦捐贈500株櫻樹、500株梅樹、200株躑躅栽種於路旁，以數十盞電燈點綴，整體工程於該年10月18日結束並舉行道路開通式及入佛式。
日治時期結束後，1946年2月2日由淨空寶珠上人繼承第二世衣缽。1952年9月，上人以中國佛教徒代表身分，參加於日本東京築地本願寺所舉行之全球佛教信徒大會，會議中共同決議於世界各地建立佛舍利塔祈求世界和平，上人亦發願遵行；又1959年颱風損壞舊有殿宇，故1962年由上人規劃於現址處新建參道、殿宇及供奉佛舍利之佛寶塔，1978年11月12日落成。

## 遺跡
此外該寺留存日治遺跡如下
- 「消除三垢冥 廣濟眾厄難」石碑－由中野全能書寫、完成於昭和10年（1935年）十月佛緣日。原為一對立於溫泉路與銀光巷口，對碑失落後才移至現址。
- 岡本翁頌德碑－紀念北投石發現者岡本要八郎之石碑。於1963年自洪長庚醫師（岡本氏之公學校學生，亦為受其啟發之礦物研究者）之達觀眼科診所遷移而來，並於該年3月29日除幕。[8]

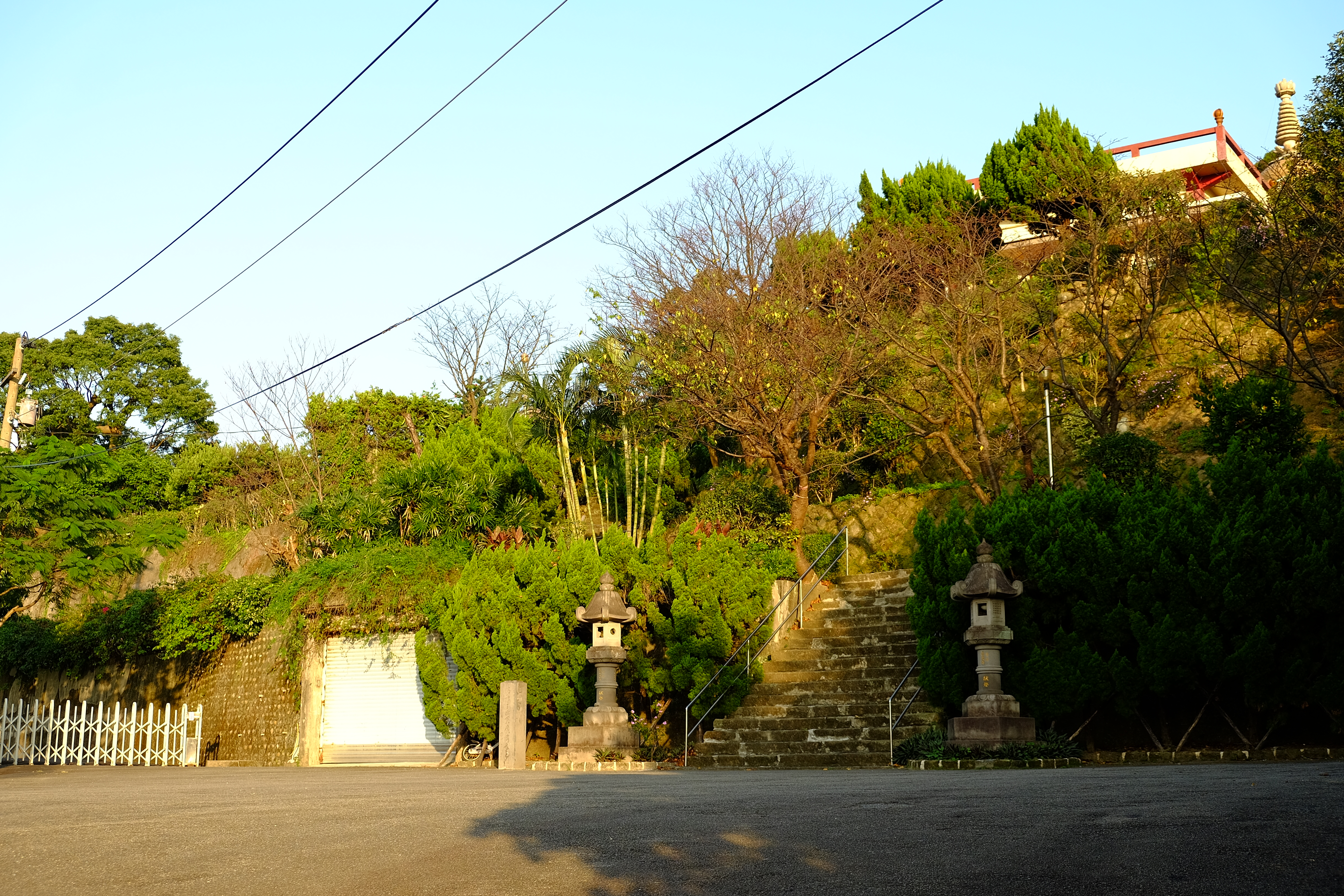
新北投善光寺入門廣場
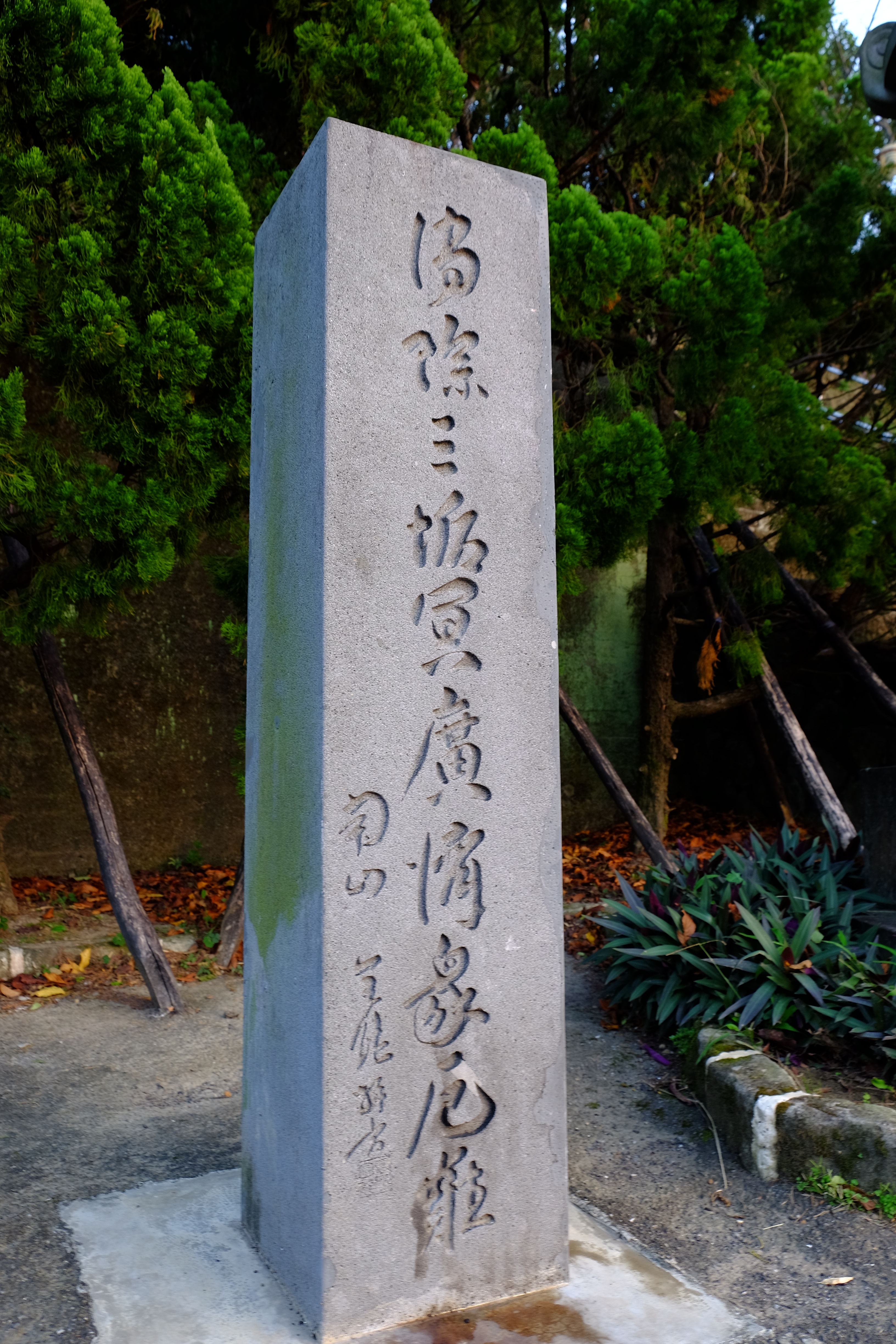
善光寺「消除三垢冥 廣濟眾厄難」石碑
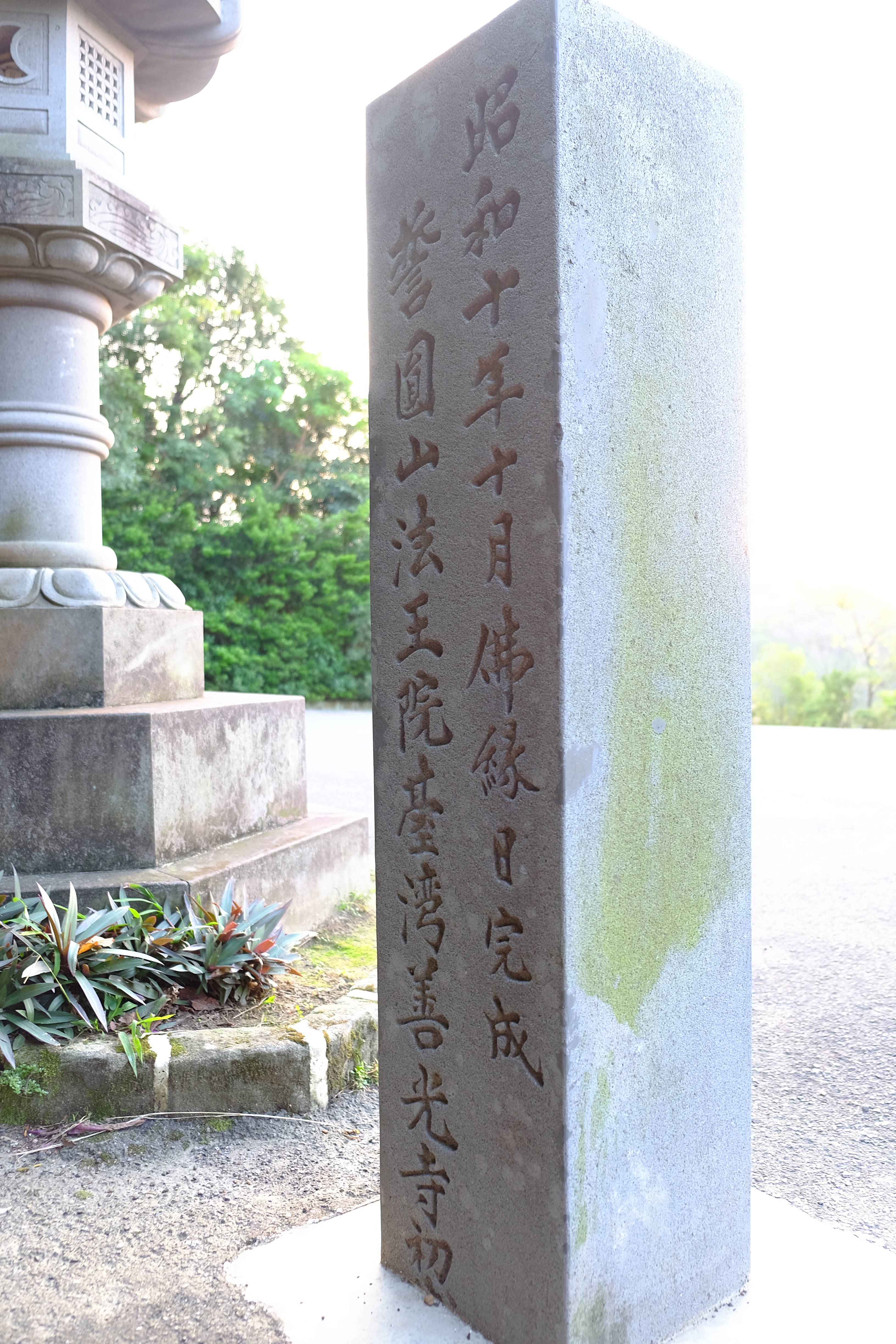
善光寺「消除三垢冥 廣濟眾厄難」石碑背面
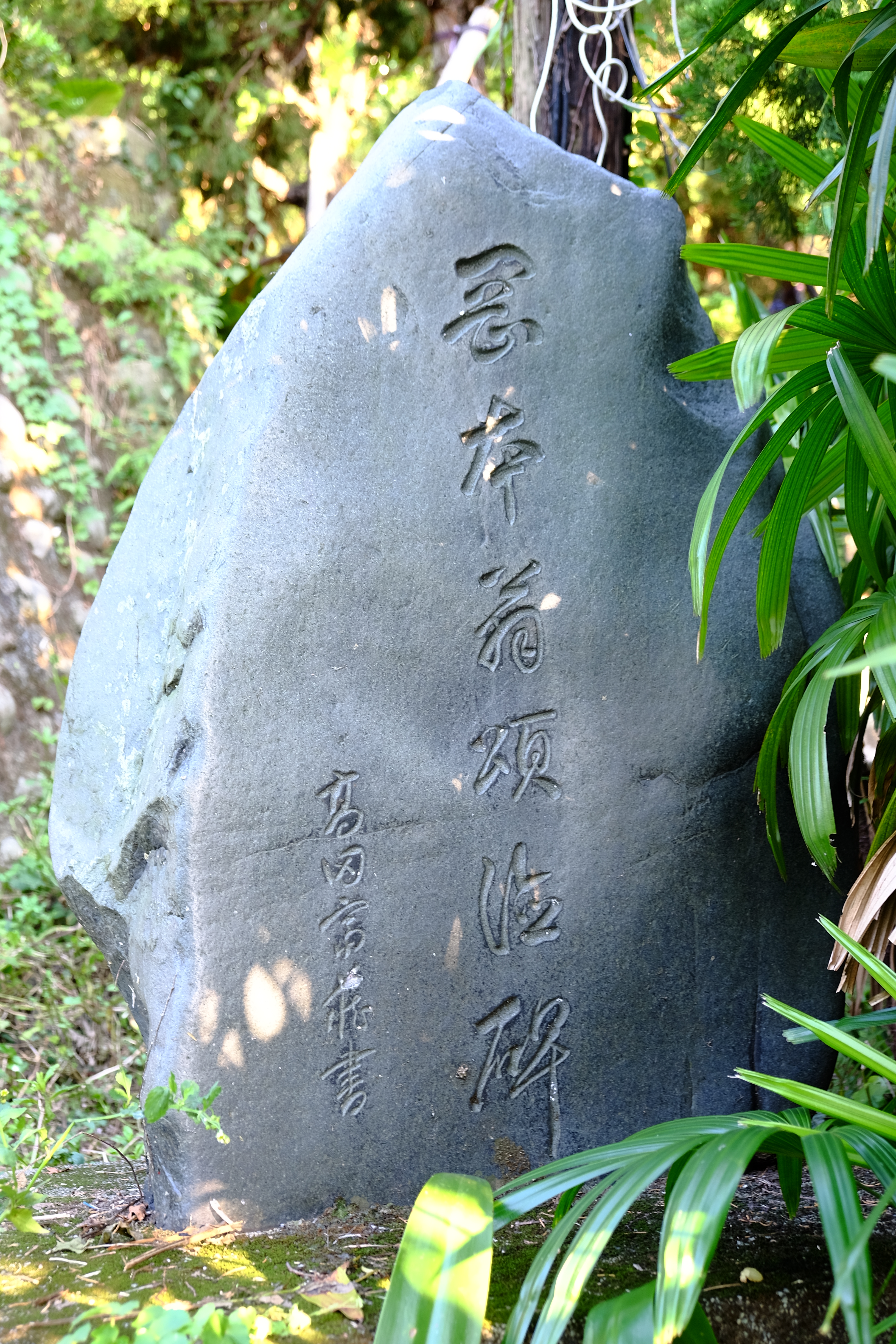
岡本翁頌德碑正面
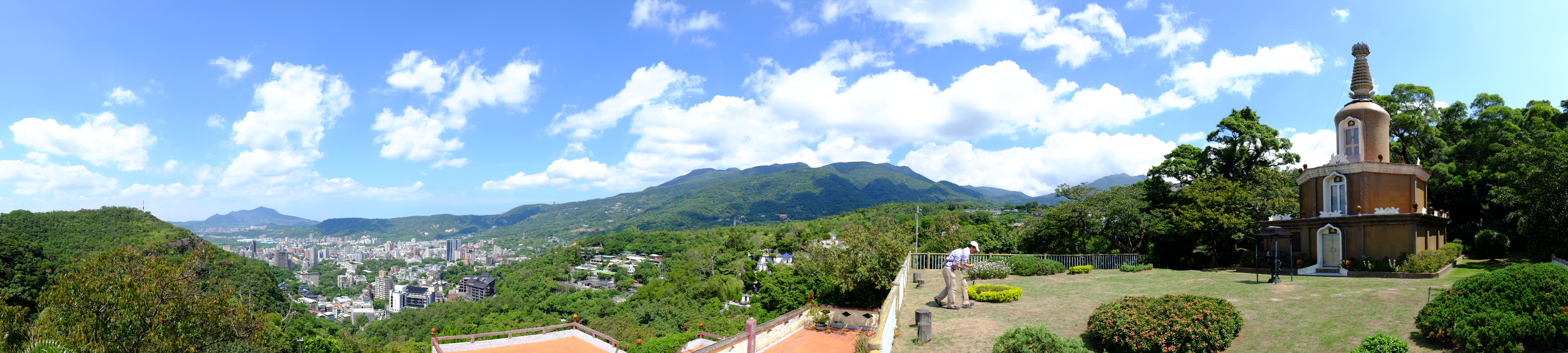
善光寺展望

## 外部連結
- 善光寺  臺北旅遊網